# Joodse begraafplaatsen (Vlagtwedde)
In de voormalige Nederlandse gemeente Vlagtwedde zijn een drietal Joodse begraafplaatsen gelegen:
- in het gehucht Hebrecht
- in het gehucht De Maten
- in het gehucht Ter Borg

Deze begraafplaatsen werden ook gebruikt door de Joden van Ter Apel en Bourtange.

## Hebrecht
Deze begraafplaats was eigendom van de Joodse gemeente van Bourtange. De grond voor de begraafplaats aan de Stobben werd in 1892 aangekocht. In 1895 werd Vlagtwedde als zelfstandige joodse gemeente erkend. Er was aanvankelijk nogal wat strijd tussen de Joodse gemeenschappen van Vlagtwedde en Bourtange, maar uiteindelijk begroeven beide gemeenten hier hun overledenen. De Joden van Bourtange hadden wel een eigen Joodse begraafplaats, maar deze was ongeschikt om doden te begraven door de moerasachtige ondergrond.
Op de begraafplaats staan 26 stenen, maar er zijn met zekerheid meer mensen begraven. Deze mensen kregen echter geen grafsteen, omdat hun familieleden werden gedeporteerd tijdens de Tweede Wereldoorlog.

## De Maten
In het gehucht De Maten bevond zich tot 1870 een Joodse begraafplaats die met name door de Joden van Ter Apel werd gebruikt, omdat Bourtange te ver weg was. Op een verhoging in een weiland is een klein gebied omheind waar de begraafplaats was. Er staan geen grafstenen meer, wel een gedenksteen. De tekst op de gedenksteen luidt: "Joodse begraafplaats De Maten. In gebruik tot 1870". In 1885 kwam er een Joodse begraafplaats in Ter Apel en was begraven in De Maten niet meer nodig.

## Ter Borg
Ook het gehucht Ter Borg bevond zich een Joodse begraafplaats, ten zuidoosten van de Kleerberg. Hier staat wel een aanduiding met de tekst Joodse begraafplaats, maar nader onderzoek moet nog uitwijzen of er werkelijk mensen zijn begraven. De grond is eigendom van Staatsbosbeheer.